# Ошорхей (комуна)
Ошорхей (рум. Oșorhei) — комуна у повіті Біхор в Румунії. До складу комуни входять такі села (дані про населення за 2002 рік):
- Алпаря (1026 осіб)
- Керіу (692 особи)
- Ошорхей (2803 особи) — адміністративний центр комуни
- Фелкеріу (378 осіб)
- Фугіу (988 осіб)

Комуна розташована на відстані 428 км на північний захід від Бухареста, 8 км на південний схід від Ораді, 122 км на захід від Клуж-Напоки.

## Населення
За даними перепису населення 2002 року у комуні проживали 5887 осіб.
Національний склад населення комуни:
| Національність | Кількість осіб | Відсоток |
| -------------- | -------------- | -------- |
| румуни         | 3873           | 65,8%    |
| угорці         | 1330           | 22,6%    |
| цигани         | 633            | 10,8%    |
| євреї          | 34             | 0,6%     |
| словаки        | 15             | 0,3%     |
| німці          | 1              | < 0,1%   |

Рідною мовою назвали:
| Мова      | Кількість осіб | Відсоток |
| --------- | -------------- | -------- |
| румунська | 4303           | 73,1%    |
| угорська  | 1331           | 22,6%    |
| циганська | 237            | 4,0%     |
| словацька | 14             | 0,2%     |
| німецька  | 1              | < 0,1%   |

Склад населення комуни за віросповіданням:
| Релігія                                       | Кількість осіб | Відсоток |
| --------------------------------------------- | -------------- | -------- |
| православні                                   | 3510           | 59,6%    |
| п'ятдесятники                                 | 867            | 14,7%    |
| реформати                                     | 796            | 13,5%    |
| римо-католики                                 | 381            | 6,5%     |
| баптисти                                      | 182            | 3,1%     |
| адвентисти                                    | 93             | 1,6%     |
| бретрени                                      | 17             | 0,3%     |
| греко-католики                                | 8              | 0,1%     |
| атеїсти                                       | 8              | 0,1%     |
| юдеї                                          | 6              | 0,1%     |
| унітарії                                      | 3              | 0,1%     |
| лютерани (Синодально-пресвітеріанська церква) | 1              | < 0,1%   |
| лютерани                                      | 1              | < 0,1%   |
| не релігійні                                  | 1              | < 0,1%   |